# Асен Разцветников
Асен Разцветников (псевдоним на Асен Петков Коларов) е български поет, писател и преводач.

## Биография

### Ранен живот и образование
Бащата на Разцветников е бил учител, но са имали и земеделско стопанство. Майка му е пеела много хубаво народни песни, които е научила от дядото на Асен – Петър, който е бил цигулар. Завършва гимназия във Велико Търново през 1916 г. От 1917 г. работи като телеграфист в телеграфопощенската станция във Велико Търново, а след това на гара Горна Оряховица. Учи славянска филология в Софийския университет (1920 г.), след това посещава лекции по естетика във Виена и Берлин (1921 – 1922 г.). Завършва право в Софийския университет през 1926 г.
Учителства в Механо-техническото училище в Габрово (1926 – 1929 г.). В периода 1930 – 1934 г. преподава български език в III мъжка гимназия в София, заедно с това е и библиотекар. През 1934 г. работи като библиотекар в Главна дирекция на пощите. От 1934 г. се отдава на литературна дейност – сътрудничи на списанията „Нов път“ и „Златорог“. След 9 септември 1944 г. работи в Института за художествени преводи към Министерството на информацията.

### Творческа кариера
Асен Разцветников започва да пише стихове още като ученик. За първи път печата в сп. „Българан“ под псевдонима Анри. Активен сътрудник на левия печат – сп. „Червен смях“, „Младеж“, „Работнически вестник“ и др. Смятан е за един от най-ярките представители на „септемврийската литература“ заедно с Гео Милев, Ангел Каралийчев, Никола Фурнаджиев. Плод на тогавашните му влияния е първата му стихосбирка – „Жертвени клади“ (1924 г.).
След едно литературно четене в Софийския университет по повод 10 години от смъртта на Пейо Яворов той, както и Ангел Каралийчев, Никола Фурнаджиев и Георги Цанев, са обвинени от съпартийците си от БКП в „общоделство“ с буржоазията. Заради възникналите разногласия Разцветников се дистанцира от левите идеи, прекратява сътрудничеството си в сп. „Нов път“ и започва да сътрудничи на списанието на Владимир Василев, „Златорог“.
През 30-те години насочва повечето си усилия към творчеството за деца, резултат от което са множество книги с гатанки, стихотворения и приказки. Занимава се и с преводи от старогръцки, френски и немски език, сред които „Ода на Радостта“ от Фридрих Шилер – част от финала на „Девета симфония“ от Лудвиг ван Бетховен, станала химн на Европейския съюз. От 1938 до 1944 година е издател-редактор заедно с Емил Коралов и Лъчезар Станчев на популярния вестник за юноши „Весела дружина“.

## Памет
На Асен Разцветников е наречена улица в квартал „Витоша“ в София (Карта).

## Галерия
- Асен Разцветников
- Акт за раждане
- Кръщелно свидетелство
- Разцветников като ученик
- Разцветников като войник